# Attack of the Attacking Things
Attack of the Attacking Things è il primo album della rapper statunitense Jean Grae, pubblicato nel 2002.
| Recensione           | Giudizio |
| -------------------- | -------- |
| AllMusic             | [ 1 ]    |
| HipHopDX             | [ 2 ]    |
| Pitchfork            | [ 3 ]    |
| Entertainment Weekly | A–       |
| Spin                 | [ 5 ]    |
| RapReviews           | [ 6 ]    |
| Vibe                 | [ 7 ]    |

## Tracce
1. Intro (featuring Apani & Lyric) – 1:14 (musica: Nasain Nahmeen)
2. What Would I Do – 3:42 (musica: Mr. Len)
3. God's Gift – 3:55 (musica: Masta Ace)
4. Block Party – 6:18 (musica: Nasain Nahmeen)
5. No Doubt (featuring Block McCloud & Apani) – 4:27 (musica: Nasain Nahmeen)
6. Skit (Bubblin') – 0:38 (musica: Apani)
7. Thank Ya! – 2:59 (musica: Nasain Nahmeen, AutoEvil, Evil, Evil Dee)
8. Lovesong – 6:08 (musica: Evil Dee, Mr. Walt)
9. Get It – 3:52 (musica: Nasain Nahmeen)
10. Knock – 3:42 (musica: Mr. Len)
11. Live 4 U – 4:32 (musica: Block McCloud, Ev Price)
12. Fadeout – 1:47 (musica: Koichiro)